# 濰州
濰州（いしゅう）は、中国にかつて存在した州。隋代から明初にかけて、現在の山東省濰坊市一帯に設置された。

## 概要
596年（開皇16年）、隋により青州下密県に濰州が置かれた。606年（大業2年）、濰州は廃止され、その管轄県は青州に移管された。下密県は北海県と改称された。607年（大業3年）に州が廃止されて郡が置かれると、青州は北海郡と改称された。
619年（武徳2年）、唐により北海県に濰州が置かれた。濰州は北海・連水・平寿・華池・城都・下密・東陽・寒水・訾亭・濰水・汶陽・膠東・営丘・華宛・昌安・都昌・城平の17県を管轄した。623年（武徳6年）、北海・営丘・下密の3県を残し、残りの14県が廃止された。625年（武徳8年）、濰州と営丘・下密の2県は廃止され、北海県は青州に移管された。
962年（建隆3年）、北宋により青州北海県に北海軍が建てられた。965年（乾徳3年）、北海軍が濰州に昇格した。濰州は京東東路に属し、北海・昌邑・昌楽の3県を管轄した。
金のとき、濰州は山東東路に属し、北海・昌邑・昌楽の3県と固底鎮を管轄した。
元のとき、濰州は益都路に属し、北海・昌邑の2県を管轄した。
1369年（洪武2年）、明により北海県は廃止され、濰州に編入された。1376年（洪武9年）、濰州は萊州府に転属した。1377年（洪武10年）、濰州は廃止され、濰県に降格した。昌邑県は廃止され、濰県に編入された。